# Среднокански район
Среднокански район е административно-териториална единица  в Магаданска област в Русия.
Административен център е селището от градски тип Сеймчан.

## География
Разположен е в северната част на Магаданска област. На север граничи с Република Якутия и Чукотския автономен окръг. През територията на района преминава река Колима и притоците ѝ Коркодон, Суга, Сеймчан.

### Релеф
Районът се намира в рамките на Яно-Чукотската планинска система. Това е сложно съчетание от планински хребети, плата, равнини и долини с различни размери и форми. Хребетите се простират в посока север-запад, като най-големите са Полярен, Коркодонски и Омсукчански. Най-високите им точки достигат до 2000 и повече метра. Периферните части на хребетите и обширните райони между тях са заети от хълмисти и равниннообразни плата (Юкагирско и Сугойско) и междупланински падини, най-голямата от които е Сеймчано-Буюндинска с височина от 200 – 250 m.

### Полезни изкопаеми
Територията на района е богата на минерални суровини. Обемите от промишлено злато се оценяват на 400 тона. Има находища на сребро, калай, мед, кобалт, индий, бисмут, волфрам, желязо, олово, цинк, кадмий, селен, каменни и кафяви въглища.

## История
Първите постоянни селища на територията на района възникнат през 18 век, но масовото му заселване пространство започва в края на 19 век, по време на възникване на Олско-Колимския път, по който се транспортират стоки от селището Ола по долното течение на Колима. Силен тласък на развитието на района дава откриването на злато на Колима от първата Колимска експедиция през 1928 – 1930 г., водена от Иван Билибин.
За официална дата на образуването на Средноканския район се смята 27 януари 1930 г. Дотогава района влиза в състава на Охотско-Колимския окръг на Якутска АССР. През ноември 1931 г. районът влиза в състава на Хабаровски край. През 1934 година районният център е преместен в село Таскан. На 2 декември 1953 г. Сеймчан отново става районен център, като от Среднаканския район са отделени Сусуманския, Ягоднинския и Тенкинския, а през октомври 1954 г. – и Омсукчанския район. Границите на района придобиват съвременния си вид през януари 1965 година.
В хода на общинската реформа от 2006 г., в състава на Средноканския район е образувано едно градско селище – „селище Сеймчан“, и три селски – „село Горни Сеймчан“, „село Колимское“ и „село Уст Среднекан“.
Със Закон на Магаданска област от 28 април 2014 г. № 1740-ОЗ, във връзка с признаците за намаляване на населението, е заличено село Уст Среднекан.
Със Закон на Магаданска област от 31 юли 2014 г. № 1778-ОЗ, е премахнато село Колимское, а неговата територия е отнесена към ненаселената територия в границите на общинското образувание „Среднокански район“.
Със Закон на Магаданска област от 27 декември 2014 г. № 1842-ОЗ градското селище Сеймчан и село Горни Сеймчан са обединени в границите на Средноканския район в новообразуваното общинско образувание Среднокански градски окръг с административен център село Сеймчан.

## Населени места
В състава на района и градския окръг влизат 4 населени места:
| № | Населено място | Жители |
| - | -------------- | ------ |
| 1 | Балигичан      | 6      |
| 2 | Горни Сеймчан  | 220    |
| 3 | Колимское      | 0      |
| 2 | Сеймчан        | 2337   |

Премахнати населени места
Селищата Глухариний, Солнечний, Анушка, Уст Среднекан.

## Икономика
От 1931 г. в Средноканския район започват да работят 5 златни мини, малко по-късно започват да се разработват Елгенското находище на кафяви въглища, рудни находища на калай (мина Лазо), както и на кобалт (Горно-Сеймчанското находище). Това активно развитие продължава до 1955 г., след което се извършва добив само на злато.
От 1950-те години също така активно се развива аграрнопромишленият комплекс. В заливните зони на Колима, заобиколени от планини, е сформиран уникален микроклимат, чието естество на почвите и благоприятни влажни условия допринасят за отглеждането на картофи, зеле, цвекло, моркови и др. Тук са създадени държавните стопанства „Средноканско“, „Сеймчан“, „Расохинско“, които произвеждат зеленчуци, мляко и месо, доставяни включително и в Магадан.
През 2000-те години, на територията на района започват геоложки изследвания и планирането на експлоатация на редица големи находища на зрато и сребро. Изгражда се Уст Средноканската ХЕС.

## Флора и фауна
Територията на района се намира в зоната на лесотундрата, което определя характера на растителността. От дървесните видове преобладава даурската лиственица, от храстите – кедрови стланик и храстова бреза. Горите, особено широколистните, основно заемат участъците на речните заливни низини и имат проточно-островен характер. Виреят топола, върба, чозения, бреза, трепетлика, а също и елша, офика, грозде, роза, орлови нокти.
Животинският свят на района е разнообразен, тук живеят лосове, елени, снежни овни, мечки, кози, лисици, самур, ондатра. По-рядко се срещат вълк, рис, росомаха, видра, норка. От птиците има глухари, яребица, през лятото на много прелетни представители – лебеди, гъски, патици.